# Comatose Bunny Butcher
Comatose Bunny Butcher는 2003년 9월 12일에 발매된 OLIVIA의 3번째 미니앨범이다.
가사는 전부 영어로 되어있다.
타워 레코드에서 독점판매되었다.

## 트랙리스트
1. Celestial Delinquent
2. 026unconscious333
3. 57StoЯM03
4. Devil's in Me
5. Bliss Forest

## 순위
| 일자       | 순위       | 집계        |
| 2003/09/16 | 첫등장10위 | 09/08~09/14 |
| 2003/09/23 | 14위       | 09/15~09/22 |
| 2주        | 최고10위   |             |

- 출처 : https://web.archive.org/web/20100608164555/http://tom-neko.hp.infoseek.co.jp/